# ColorStar
A ColorStar egy magyar posztrock ill. pszichedelikus-elektronikus tánczenekar, zenéjük "tánczene űrutazáshoz". A formáció Magyarországon az elsők között ötvözte az elektronikus party zene különböző irányzatait a pszichedelikus, gitáralapú poprockkal, posztrockkal.

## Történet
Az 1996-ban alakult ColorStar zenekar az első magyar színes televízióról nevezte el magát: a több jelentésrétegű név így egyszerre utal zenéjük színességére, illetve a "belső filmre", ami elsősorban a korai lemezeik lebegő hatású folyamatzenéinek hallgatása közben indul el a hallgatóban.
Megalakulásuk óta több tagcserén átestek, de a magyar popzenei-elektronikus színtér mellett nemzetközi ismertséggel rendelkező együttessé váltak. Amellett, hogy felléptek a legtöbb fontos magyar fesztiválon, körbejárták az ország legnevesebb klubjait és több külföldi fesztiválon is megfordultak. A colorStar bejárta Nyugat-Európát, a Benelux-államokat, a Balkánt, a Zene Ünnepe rendezvénysorozat apropóján pedig eljutottak Isztambulba is. Rajongói üzeneteik között az USA, az Egyesült Királyság, és az európai államok mellett olykor egészen meglepő régiók neve is felbukkan, mint pl. Nepál, Peru, Pakisztán vagy Szibéria.
Dalaik közül kettő is felkerült az MR2 "Az elmúlt tíz év száz legjobb dala" elnevezésű, közönségszavazatok alapján összeállított listájára, közülük az egyik (Roam the Land) a rádió által kiadott "Egy kis hazai" című válogatás CD-n is helyett kapott.

### Heavenicetrip
A Vidámpark zenekarból kivált hangszeresek első fellépése az 1996-os Sziget fesztiválon volt Vurstli néven. A zenei útjukat kereső zenészeket az eredetileg csak erre a koncertre összerakott zene újszerűsége inspirálta arra, hogy közösen folytassák a munkát. Első lemezük – az 1998-ban megjelent Heavenicetrip – anyagát a kísérletezés, a 90-es években hirtelen kinyíló (zenei) világ és a kor party kultúrája formálta.
A felvételek a HSB stúdióban zajlottak Hidasi Barnabás és Regenye Zoltán vezetésével, és a zenekaron kívül közreműködött Kepes Juli énekes, valamint Bertók Tibor és Hidasi Barnabás billentyűkön. A CD-n helyet kapott egy CD-ROM fájl is fotókkal és klipekkel. A lemez borítóját a zenekar Lukács Leventével közösen tervezte, Bek Balla Mónika, Begányi Ervin és Molnár Csongor fotóinak felhasználásával.

### Via La Musica
A Via La Musica 2001-ben jelent meg szerzői kiadásban, és a Wanted olvasói megválasztották az év lemezének. Megtartotta pszichedelikus tánczenei stílusjegyeit is, de a debüt albumhoz képest énekesebb, dalosabb lemez lett. Az 1.999 maxi CD-n korábban már megjelent Aalomadalom és Control the Moment (eredetileg Future of the Past) elnyerték végleges formájukat a lemezre, előbbi azóta is a zenekar koncertjeinek állandó záródala.
A lemez Balahoczky István és Regenye Zoltán vezetésével készült a HSB és a Podium stúdiókban 2000-2001-ben. A zenekar mellett közreműködött még Koltay Réka (hegedű), Hidasi Barnabás (zongora), Balogh Zoltán (vokál, mouth organ), ZUM Ensemble (vokál, ütősök). A borítót K. Kovács János, Szalay Péter és Feic tervezték.
A lemez külföldi turnéja után kilépett a zenekarból Balahoczky István basszusgitáros, akit a Besh o Dromból ismert Bese Csaba követett. 

### Komfort
A 2004-es, szerzői kiadású lemezen már közreműködik Szinovszki Márton billentyűs, sampleres, akivel öt tagúra bővült a zenekar. A Komfort lemez elektronikusabb irányba indult el, és először szerepel rajta Judie Jay közreműködőként. Judie Jay szerepelt későbbi lemezeken is, illetve gyakori vendége volt a zenekar kiemelt koncertjeinek. A zene még inkább dal központú lett. A dalszövegeket, a zenekar mellett, Tarnócz János, Bánföldi Tibor és Judie Jay jegyzik. Vendégszerepel még Lantos Zoltán (hegedű) és a Quimby-ből ismert Varga Líviusz (ütősök).
Az első két lemezhez hasonlóan a felvételek a HSB stúdióban készültek Regenye Zoltánnal. A borító Gábor Márton Dániel munkája. A köszönetnyilvánításban feltűnik Staindl Gergő neve, aki 2019-ben majdnem egy évig helyettesíti Szalay Péter gitárost a zenekarban.

### Tizedik születésnap
A 2006-os, tizedik születésnapjukon készült nagyszabású, "deLuxe" koncertjük felvétele DVD-n is megjelent, a filmet többször műsorára tűzte a Magyar Televízió és a Duna TV. 2009-ben meghívást kaptak az MR2 Petőfi Rádió "Akusztik" című műsorába, és az erre az alkalomra összerakott, világzenei ihletésű és hangzásvilágú műsorral is nagy sikerrel koncerteztek magyar klubokban és fesztiválokon. Szintén ebben az évben léptek fel önálló estjükkel a budapesti Művészetek Palotájában, ahol főleg a korai lemezeik hosszabb lélegzetű kompozícióira épülő műsort adtak elő, az Urbanizer visual brigád egyedülálló, különleges vetítésével kísérve.

### colorStar
A colorStar első kiadónál megjelenő lemeze a cím nélküli negyedik lemez Lovasi András Megadó Kiadójának gondozásában jelent meg. A felvételek közben érkezett a zenekarba Somogyi Ferenc basszusgitáros, aki Turjánszki György megüresedett helyét foglalta el. A lemezen található a zenekar legnagyobb kereskedelmi sikere, a Roam The Land című dal. A felvétel eredetileg felkérésre készült egy reklámhoz, de mire elkészült, a megrendelő visszalépett a több zenekart megversenyeztető koncepciótól. A dal máig a zenekar legnépszerűbb felvétele. A lemez másik meghatározó felvétele a Sudden Love volt, melynek bemutatója a zenekar deLuxe koncertjén volt. A később megjelent klip nagy része is a deLuxe koncert felvételeiből van.

### Flow
A 2012-es "Flow" című ötödik sorlemez egyfajta korszakzáró alkotásként is felfogható, hiszen az album készítése során távozott a zenekarból két régi tag, az alapító Farkas Zoltán dobos és Szinovszki Márton billentyűs. Helyükre érkezett Sándor Dániel és Máté Szabolcs. A Flow volt az első, lemez, amely az 1G Recordsnál jelent meg. A lemezbemutató 2012 májusában volt a budapesti Petőfi Csarnok szabadtéri színpadán.

### Solarize
Alig két évvel a Flow megjelenése után látott napvilágot a Solarize. Az alapítótagok új lendülettel vágtak neki a lemezkészítésnek az új zenészekkel. A felvételek részben a zenekar próbatermében, részben az R33 Stúdióban, részben az Óperentziából ismert Bánházi Gábor nagymarosi stúdiójában készültek. A lemezt 2016-ban Fonogram-díjra jelölték az „év hazai elektronikus zenei albuma” kategóriában. A felvételeken közreműködik Dzsin Sithar szitáron és az Amadeus Kórus.

### Új kiadó, új menedzsment
A zenekar szerződése a 2014. december 31-i lemezbemutató koncerttel megszűnt addigi kiadójukkal és menedzsmentjükkel, az 1G Recordsszal. A zenekar ügyeit Sándor Dániel dobos és cége, a Launching Gagarin Records & Management vette át.

### CS20 – a 20 éves colorStar
A zenekar fennállásának 20. évfordulóját ünnepelte 2016-ban. Az évforduló első fontos eseménye a telt házas születésnapi koncert volt az A38 Hajón, melyen addig sosem látott vizuállal dolgoztak. A 20 éves turné és fesztivál fellépések mellett kiadtak egy remix lemezt és egy turnéfilmet az évfordulós koncertek anyagából. A filmet Puzsér Róbert narrálta, producere pedig a zenekar mellett Bedzsula Ádám volt.

### Heavenicetrip20
A colorStar első lemeze, a Heavenicetrip, 2018-ban lett húsz éves. Ennek apropóján a Trottel Records újra kiadta az anyagot CD és dupla LP formátumban. A zenekar 2019. elején telt házas koncerten mutatta be újra a lemezt a budapesti Művészetek Palotájában. A koncert második felében a készülő új lemez dalaiból játszottak.

### Time Is The Drug
2019-ben, öt évvel az előző, Solarize lemezt követően jelent meg a zenekar hetedik nagylemeze. A Launching Gagarin Records & Management által kiadott Time Is The Drug visszanyúl a korai lemezek világához. A lemez motorja ezúttal az alapító-gitáros-dalszerző Szalay Péter volt. A dalok lazán kapcsolódnak egymáshoz tematikában. A technológia előretörése, a mesterséges intelligencia, a virtuális valóság, párhuzamos univerzumok és szimulációs elméletek állnak a középpontban.

### CS25 – a 25 éves colorStar
A colorStar 2021-ben ünnepli 25. évfordulóját és egyben második lemeze, a Via La Musica megjelenésének 20. évfordulóját. A zenekar hazai turnéra indul ősszel és újra kiadja dupla lemez formájában a Via La Musica lemezt.

## Tagok

### Jelenlegi tagok
- Keleti András – ének, gitár
- Máté Szabolcs – szintetizátorok, ének, vokál
- Sándor Dániel – dob
- Somogyi Ferenc – basszusgitár
- Szalay Péter – gitár, vokál

### Korábbi tagok
- Balahoczky István - basszusgitár (1996-2002)
- Bertók Tibor - szintetizátor
- Bese Csaba - basszusgitár (2002-2004)
- Farkas Zoltán - dob (1996-2011)
- Szinovszki Márton - billentyűsök, sampler (2003-2012)
- Turjánszki György - basszusgitár (2004-2008)

## Lemezek
- Heavenicetrip! – 1998  (Bahia)
- Via la musica – 2001 (Bahia)
- Komfort – 2004 (Stereo Kft.)
- colorStar  - 2009 (Megadó kiadó)
- Flow – 2012 (1G Records)
- Solarize – 2014 (1G Records)
- Time Is The Drug – 2019 (Launching  Gagarin Records & Management)

## Kislemezek, single
- 1.999 – maxi cd – 1999 (Black Cat Cinemagic)
- Another Day - maxi CD (2004)
- Blind and Deaf - single - 2013 (1G Records)
- Reaction - EP - 2014 (1G Records)
- Across the Desert, To the Light - single - 2018 (Launching  Gagarin Records & Management)

## Egyéb kiadványok
- colorStar deLuxe, DVD (2008, colorStar)
- Komplementer – remix album  - 2011 (Narrator Records)
- In Da Mix - remix album - 2017 (Launching Gagarin Records & Management)

## Díjak, elismerések
- 2001: Az év albuma: Via la Musica – a Wanted magazin olvasóinak szavazatai alapján
- 2013: Az év hazai elektronikus zenei produkciója (Fonogram-jelölés)
- 2016: Az év hazai elektronikus zenei albuma (Solarize, Fonogram-jelölés)